# Nuvole/Segretamente
Nuvole/Segretamente è un singolo del cantante italiano Mario Trevi, pubblicato nel 1960.

## Descrizione
Le incisioni sono delle cover di brani presentati quell'anno al Festival di Napoli 1960 da Mario Abbate e Aurelio Fierro (Nuvole) e da Sergio Bruni e Luciano Virgili (Segretamente).
Il singolo fu inciso in formato 7" dall'etichetta discografica Durium, all'interno della serie Royal, con numero di catalogo QCN 1107.

## Tracce
1. Nuvole (Porcaro, Spizzica, Cimmino)
2. Segretamente (Annone, Armando Romeo)